# Sungai Muturi
Sungai Muturi är ett vattendrag i Indonesien.   Det ligger i provinsen Papua Barat, i den östra delen av landet, 3 000 km öster om huvudstaden Jakarta.